# Sesvennagruppe
Die Sesvennagruppe ist eine Gebirgsgruppe in den zentralen Ostalpen. Anteil haben die Länder Österreich mit dem Bundesland Tirol, Schweiz mit dem Kanton Graubünden und Italien mit der Provinz Südtirol. Aufgrund ihrer geologischen Beschaffenheit aus Dolomitstein wird diese Gebirgsgruppe oft auch als Engadiner oder Unterengadiner Dolomiten bezeichnet.
Zirka zwei Drittel der Untergruppe befinden sich auf Schweizer Staatsgebiet und werden dort als Region Unterengadin-Münstertal oder auch als Münstertaler Alpen bezeichnet. Nur eine kleine Ecke im Nordosten bei Nauders befindet sich in Österreich.

## Umgrenzung und benachbarte Gebirgsgruppen
Der Name der Untergruppe, ihre Definition als Untergruppe der Zentralalpen der Ostalpen sowie ihre Umgrenzung orientiert sich an der Alpenvereinseinteilung der Ostalpen (AVE), die nach orographischen Kriterien definiert:
- Im Norden und Westen bildet der Inn (Unterengadin) die Grenze vom Finstermünzpass (zwischen Pfunds und Nauders) flussaufwärts über Susch zur Silvretta
- Der Inn von Susch bis Zernez zu den Albula-Alpen
- Im Südwesten bilden  zur Ortlergruppe und den Livigno-Alpen das Val da Spöl, das Val Ova dal Fuorn und das Münstertal (Val Müstair) die Grenze. Beide Täler werden durch den Ofenpass miteinander verbunden. Das Münstertal führt die Grenze im Süden bis in den Vinschgau bei Glurns. Der Ofenpass stellt die Verbindung der Sesvennagruppe mit den Ortler-Alpen her.
- Zwischen Glurns und dem Finstermünzpass bildet das Obervinschgau mit dem Reschenpass die Grenze im Osten. Der Reschenpass verbindet die Sesvennagruppe mit den Ötztaler Alpen.

In der Schweiz und im italienischsprachigen Raum sind andere Einteilungen üblich:
- Der Schweizer Alpen-Club (SAC) teilt den Schweizer Alpenteil, auch den in den Ostalpen gelegenen Teil, primär entlang der Kantonsgrenzen. Die in Graubünden liegenden Alpenteile werden als Bündner Alpen bezeichnet. Diese werden weiter untergliedert. Das hier behandelte Gebiet erhält die Bezeichnung Unterengadin-Münstertal. Es umfasst nur den Schweizer Anteil an der Sesvennagruppe, geht jedoch auf Schweizer Boden über diese hinaus und umfasst auch Teile der Ortler-Alpen, die sich auf Schweizer Staatsgebiet befinden (Monte Cavallaccio, Pizzo della Forcola/Stilfserjoch, Umbrailpass), wie auch der Livigno-Alpen (Monte Sumbraida).
- Der Club Alpino Italiano (CAI) teilt die Alpen in seiner offiziell für Italien geltenden Einteilung in relativ große Untergruppen auf. Das Gebiet der Sesvennagruppe gehört danach zu den Alpi Retiche (Rätischen Alpen). Dies ist jedoch im Vergleich mit den Untergruppen der AVE eine riesige Gruppe. Sie erstreckt sich zwischen Splügenpass und Timmelsjoch sowie zwischen dem Inntal und dem Tal der Adda.

## Gipfel

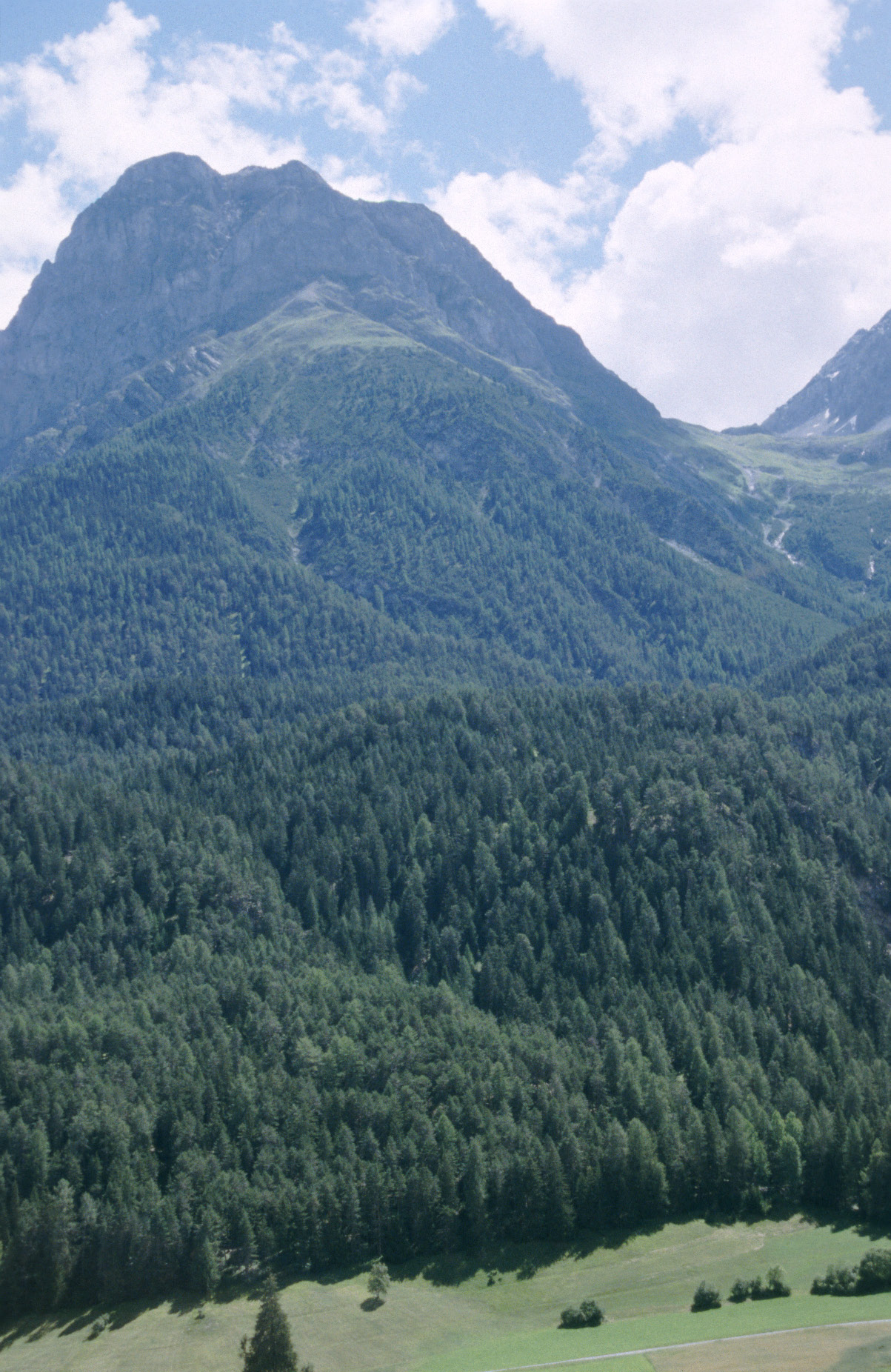
Piz Lischana von Nordwesten

Höchster Gipfel ist der namensgebende Piz Sesvenna (3204 m ü. M.). Weitere wichtige Dreitausender sind:
- Piz Pisoc (3174 m ü. M.)
- Piz Tavrü (3167 m ü. M.)
- Piz Plavna Dadaint (3166 m ü. M.)
- Muntpitschen (3161 m ü. M.)
- Piz Nuna (3124 m ü. M.)
- Piz Zuort (3119 m ü. M.)
- Piz Lischana (3105 m ü. M.)
- Piz Cristanas (3092 m ü. M.)
- Piz Starlex (3075 m ü. M.)
- Piz S-chalambert Dadaint (3031 m ü. M.)
- Piz Nair (3010 m ü. M.)

Eine vollständige Liste aller Gipfel über 3000 Meter Höhe findet sich in der Liste der Dreitausender in der Sesvennagruppe. Weitere wichtige Gipfel sind:
- Fernerspitz (2954 m s.l.m.)
- Piz Rasass (2941 m s.l.m.)
- Elferspitze (2926 m s.l.m.)
- Föllakopf (2878 m s.l.m.)
- Piz Lad (2808 m ü. M.)

## Schutzgebiete

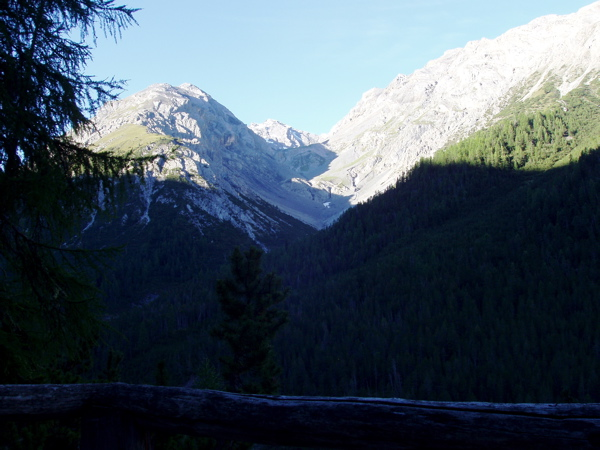
Schweizer Nationalpark

Der Schweizer Nationalpark umfasst größere Teile der Sesvennagruppe. Die Schweiz besitzt zurzeit nur einen Nationalpark. Mit seinen Randbereichen ist er als  Schweizerischer Nationalpark und Randgebiete als Landschaft von nationaler Bedeutung Nr. 1915 erfasst.

## Tourismus

### Hütten

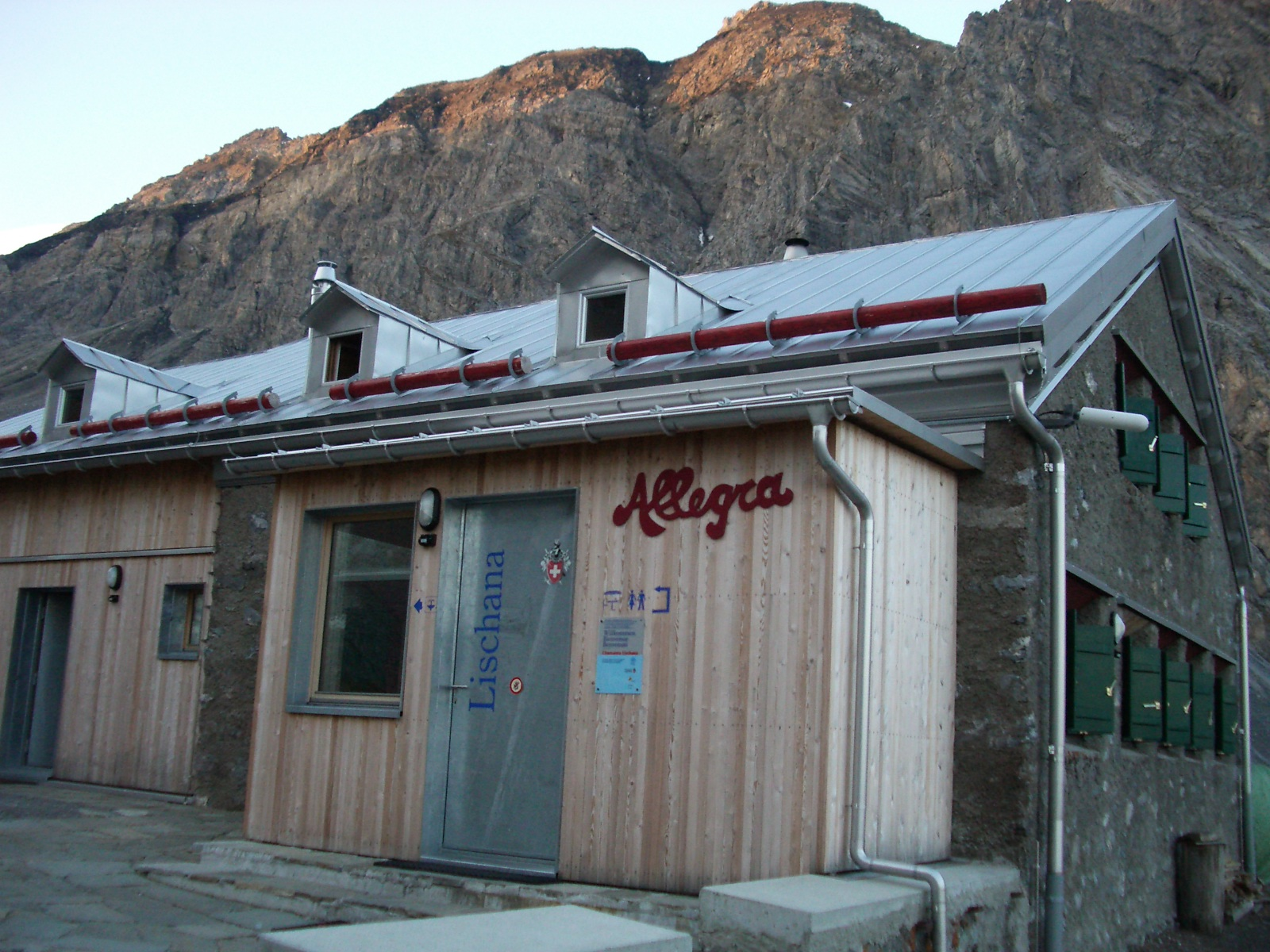
Lischanahütte

Im italienischen Teil der Sesvennagruppe gibt es nur eine Alpenvereinshütte:
- Sesvennahütte: Höhe: 2256 m, bewirtschaftet sommers von Mitte Juni bis Ende Oktober und winters von Ende Februar bis Mitte Mai, 78 Matratzenlager, Winterraum mit 6 Lagern offen, Talort: Schlinig bei Mals im Vinschgau, Gehzeit von Schlinig: 1,75 Stunden

Im Schweizer Teil der Sesvennagruppe befindet sich eine weitere Hütte:
- Lischanahütte/Chamanna Lischana: Höhe 2500 m, bewirtschaftet im Sommer von Anfang Juli bis Anfang Oktober, 42 Matratzenlager, Talort: Scuol im Unterengadin, Gehzeit: 4 Stunden

### Fern-/Weitwanderwege
Die Via Alpina, ein grenzüberschreitender Weitwanderweg mit fünf Teilwegen durch die ganzen Alpen, verläuft auch durch die Sesvennagruppe. Der Rote Weg der Via Alpina verläuft mit zwei Etappen durch die Sesvennagruppe:
- Etappe R67 verläuft von Scuol im Unterengadin nach S-charl
- Etappe R68 verläuft von S-charl nach Taufers im Münstertal